# Pholisora catullus
Pholisora catullus este o specie de fluture din familia Hesperiidae. Este întâlnită în zonele centrale din Statele Unite și până în centrul Mexicului.

## Descriere
Anvergura este de 25-33 mm. Există două generații într-un an, adulții zburând între lunile mai și august în partea nordică a arealului și între martie și noiembrie în Texas.
Larvele au fost observate hrănindu-se cu specia Chenopodium album și specii de Amaranthus și Celosia . 